# Казаноков, Крым Олиевич
Крым Олиевич Казаноков (род. 19 июля 1962) — российский политик, сенатор Российской Федерации (февраль—сентябрь 2016 года, с 25 июня 2019 года), член Комитета Совета Федерации по обороне и безопасности. 
Из-за поддержки российско-украинской войны — под санкциями 27 стран ЕС, Великобритании, США, Канады, Швейцарии, Австралии, Украины, Новой Зеландии.

## Биография
Родился 19 июля 1962 года в ауле Кош-Хабль Хабезского района Карачаево-Черкесской автономной области. Окончил Ставропольский политехнический институт по специальности «инженер-строитель» и Северо-Кавказскую академию государственной службы по специальности «государственное и муниципальное управление». Мастер спорта СССР по вольной борьбе, заслуженный строитель Карачаево-Черкесской Республики.
Депутат Народного Собрания (Парламента) Карачаево-Черкесской Республики пятого созыва, председатель Комитета Народного Собрания по промышленности, транспорту, строительству, связи и энергетике.
5 февраля 2016 года наделён полномочиями члена Совета Федерации — представителя исполнительного органа государственной власти Карачаево-Черкесии. В соответствии с достигнутым в 2011 году неофициальным соглашением о распределении должностей по национальному признаку представителем в Совете Федерации от правительства и главой правительства Карачаево-Черкесии должны быть черкесы (на момент назначения Казанокова правительство возглавлял его брат — Руслан Казаноков).
18 сентября 2016 года новым членом Совета Федерации от исполнительного органа власти Карачаево-Черкесии стал Рауф Арашуков.
В 2017 году при поддержке «Единой России» К. О. Казаноков избран в Думу муниципального образования Черкесск.
25 июня 2019 года глава Карачаево-Черкесии Рашид Темрезов вновь наделил Казанокова полномочиями члена Совета Федерации ввиду ареста и отстранения Рауфа Арашукова.
19 сентября 2021 года переизбранный глава республики Темрезов переназначил Казанокова сенатором от исполнительного органа государственной власти региона.

## Международные санкции
Из-за поддержки российской агрессии и нарушения территориальной целостности Украины во время российско-украинской войны находится под персональными международными санкциями разных стран. С 9 марта  2022 года находится под санкциями всех стран Европейского союза. С 15 марта 2022 года находится под санкциями Великобритании. С 30 сентября 2022 года находится под санкциями Соединенных Штатов Америки. С 23 марта 2022 года находится под санкциями Канады. С 16 марта 2022 года находится под санкциями Швейцарии. С 21 апреля 2022 года находится под санкциями Австралии.
Указом президента Украины Владимира Зеленского от 7 сентября 2022 находится под санкциями Украины. С 3 мая 2022 года находится под санкциями Новой Зеландии.

## Награды
- Медаль ордена «За заслуги перед Отечеством» II степени (15 июля 2022 года) — за большой вклад в развитие парламентаризма, активную законотворческую деятельность и многолетнюю добросовестную работу[8]
- Благодарность Правительства Российской Федерации (17 января 2023 года) — за большой вклад в развитие российского парламентаризма и активную законотворческую деятельность[9]
- Орден Дружбы (26 августа 2023 года, Южная Осетия) — за большой вклад в развитие сотрудничества между Республикой Южная Осетия и Российской Федерацией[10]